# Rio Sulaco
Sulaco é um rio que atravessa o território de Honduras, na América Central.